# Химна Италије
Il Canto degli Italiani, позната још и као Inno di Mameli и Fratelli d'Italia, химна је Италије. Позната је и под именом  Inno di Mameli или Мамелијева химна по песнику Гофреди Мамелију који је написао истоимену поему.

## Стихови на италијанском
-{:Fratelli d'Italia,
l'Italia s'è desta,
dell'elmo di Scipio
s'è cinta la testa.
Dov'è la vittoria?
Le porga la chioma,
che schiava di Roma
Iddio la creò.
ХОР:
Stringiamoci a coorte,
siam pronti alla morte.
Siam pronti alla morte,
l'Italia chiamò.
Stringiamoci a coorte,
siam pronti alla morte.
Siam pronti alla morte,
l'Italia chiamò!
Noi fummo da secoli
calpesti, derisi,
perché non siam popoli,
perché siam divisi.
Raccolgaci un'unica
bandiera, una speme:
di fonderci insieme
già l'ora suonò.
ХОР
Uniamoci, uniamoci,
l'unione e l'amore
rivelano ai popoli
le vie del Signore.
Giuriamo far libero
il suolo natio:
uniti, per Dio,
chi vincer ci può?
ХОР
Dall'Alpi a Sicilia
Dovunque è Legnano,
Ogn'uom di Ferruccio
Ha il core, ha la mano,
I bimbi d'Italia
Si chiaman Balilla,
Il suon d'ogni squilla
I Vespri suonò.
ХОР
Son giunchi che piegano
Le spade vendute:
Già l'Aquila d'Austria
Le penne ha perdute.
Il sangue d'Italia,
Il sangue Polacco,
Bevé, col cosacco,
Ma il cor le bruciò.
ХОР}-

## Превод
Италијани браћо,
Италија се диже,
А Сципионов шлем
на чело стиже.
Где је Победа?
Лук јој нестаде попут дима,
Јер од Бога је сада
Робиња Рима.
ХОР
Нек се бојне скупе,
За смрт смо спремни!
За смрт смо спремни!
Италија зове!
Нек се бојне скупе,
За смрт смо спремни!
За смрт смо спремни!
Италија зове!
Вековима смо
Гажени ко' мртви,
Јер нисмо људи,
Кад брат од брата гине.
Нек једна застава једна нада
Здруже нас сада;
Кад дошао је час
Да све снаге се скупе.
ХОР
Нек се бојне скупе,
За смрт смо спремни!
За смрт смо спремни!
Италија зове!
Нек се бојне скупе,
За смрт смо спремни!
За смрт смо спремни!
Италија зове!
Ујединимо се у љубави с ближњим;
Јер јединство и љубав
Откривају народу
Путеве Господње
Нек устане заклетва ослобођења
Наше родне груде;
Уједињене под Богом,
Ко може да бије?
ХОР
Нек се бојне скупе,
За смрт смо спремни!
За смрт смо спремни!
Италија зове!
Нек се бојне скупе,
За смрт смо спремни!
За смрт смо спремни!
Италија зове!
Од Алпа до Сицилије,
За победу ко' Легнанске;
Сваки човек срце има
и руку Феруциову.
Децо Италије
Који се зову Балила;
Нек сваки звук трубе
Свира Весперу.
ХОР
Нек се бојне скупе,
За смрт смо спремни!
За смрт смо спремни!
Италија зове!
Нек се бојне скупе,
За смрт смо спремни!
За смрт смо спремни!
Италија зове!
Плаћеничке сабље
су слаба брана,
И Аустријски орао
Изгубио је понос.
Орао што је пио крв
Италије и Пољске,
Заједно с Козаком,
Ал' то му је спалило стомак.
ХОР
Нек се бојне скупе,
За смрт смо спремни!
За смрт смо спремни!
Италија зове!
Нек се бојне скупе,
За смрт смо спремни!
За смрт смо спремни!
Италија зове!